# Dương Kinh (quận)
Dương Kinh là một quận nội thành cũ thuộc thành phố Hải Phòng, Việt Nam.

## Địa lý
Quận Dương Kinh nằm ở phía đông nam nội thành của thành phố Hải Phòng, cách trung tâm thành phố khoảng 15 km, có vị trí địa lý:
- Phía đông giáp quận Hải An và vịnh Bắc Bộ
- Phía tây giáp quận Kiến An và huyện Kiến Thụy
- Phía nam giáp quận Đồ Sơn
- Phía bắc giáp quận Lê Chân và quận Ngô Quyền.

Đây là địa phương có tuyến Đường cao tốc Hà Nội – Hải Phòng đi qua.

## Lịch sử
Quận Dương Kinh được thành lập vào ngày 12 tháng 9 năm 2007 trên cơ sở tách 6 xã: Anh Dũng, Hưng Đạo, Đa Phúc, Hòa Nghĩa, Hải Thành, Tân Thành thuộc huyện Kiến Thụy.

## Hành chính
Quận Dương Kinh có 6 đơn vị hành chính cấp xã trực thuộc, bao gồm 6 phường: Anh Dũng, Đa Phúc, Hải Thành, Hòa Nghĩa, Hưng Đạo, Tân Thành.
| Tên        | Diện tích (km²) | Dân số (người)2022 | Mật độ dân số (người/km²)2022 |
| ---------- | --------------- | ------------------ | ----------------------------- |
| Phường (6) |                 |                    |                               |
| Anh Dũng   | 7,11            | 9.376              | 1.319                         |
| Đa Phúc    | 5,99            | 11.676             | 1.949                         |
| Hải Thành  | 5,29            | 6.611              | 1.250                         |

| Tên       | Diện tích (km²) | Dân số (người)2022 | Mật độ dân số (người/km²)2022 |
| --------- | --------------- | ------------------ | ----------------------------- |
| Hòa Nghĩa | 11,26           | 14.953             | 1.328                         |
| Hưng Đạo  | 6,51            | 13.723             | 2.108                         |
| Tân Thành | 10,62           | 5.306              | 500                           |

## Đường phố
- An Lập
- An Toàn
- Anh Dũng
- Bùi Phổ
- Chân Kim
- Chợ Hương
- Đa Phúc
- Dã Tượng
- Đại Thắng
- Hải Châu
- Hải Hòa
- Hải Kỳ
- Hải Lâm
- Hải Long
- Hải Phong
- Hải Phương
- Hải Thành
- Hải Thụy
- Hải Tiến
- Hải Vĩnh
- Hòa Nghĩa
- Hoàng Thuyên
- Hợp Hòa
- Lưu Trọng Lư
- Mạc Đăng Doanh
- Mạc Phúc Tư
- Mạc Quyết
- Nghĩa Thành
- Nguyễn Bính
- Nguyễn Nhân Khiêm
- Nguyễn Như Quế
- Phạm Gia Mô
- Phạm Hải
- Phạm Văn Đồng
- Phấn Dũng
- Phú Hải
- Phúc Hải
- Phúc Lộc
- Phương Lung
- Quảng Luận
- Quảng Nam
- Sông He
- Tân Đức
- Tân Hà
- Tân Hải
- Tân Hợp
- Tân Lập
- Tân Minh
- Tân Nghĩa
- Tân Ngọc
- Tân Sơn
- Tân Thành
- Tân Tiến
- Tảo Lệ
- Thành Đức
- Thế Nhân
- Thủy Giang
- Tiểu Trà
- Tĩnh Hải
- Trà Khê
- Trần Bá Lương
- Trần Minh Thắng
- Trần Quốc Thi
- Trung Hiếu
- Trung Thành
- Tư Thủy
- Vân Quan
- Vọng Hải
- Vũ Hộ
- Vũ Thị Ngọc Toàn
- Xuân Diệu

## Hạ tầng
Hiện nay, quận Dương Kinh đang triển khai xây dựng khu đô thị Anh Dũng II - Sao Đỏ I nằm trên trục đường Phạm Văn Đồng (hướng đi bãi biển Đồ Sơn), trường mầm non quốc tế Sakura Montessori và trường phổ thông liên cấp quốc tế Gateway (dự kiến hoạt động từ tháng 7/2019) thuộc địa bàn phường Anh Dũng.